# Pieni-Riehkiö
Pieni-Riehkiö är en ö i Finland. Den ligger i sjön Saimen och i kommunen Taipalsaari i den ekonomiska regionen  Villmanstrands ekonomiska region  och landskapet Södra Karelen, i den södra delen av landet, 210 km nordost om huvudstaden Helsingfors. Öns area är 29,6 hektar och dess största längd är 0,8 kilometer i nord-sydlig riktning.